# Henri Grégoire
Henri Grégoire (Vého, 4 de desembre de 1750 - París, 20 de maig de 1831), conegut també com a Abat Gregori (en francès, Abbé Grégoire), fou un capellà francès, esdevingut bisbe constitucional de Blois durant la Revolució Francesa de la qual fou un dels dirigents.
| « | El federalisme i la superstició parlen baix bretó; l'emigració i l'odi a la República parlen alemany; la contrarevolució parla italià, i el fanatisme parla basc. | » |

## Primers anys
Henri Grégoire va néixer a Vého a prop de Lunéville, fill d'un pagès. Estudià al col·legi jesuïta de Nancy, i esdevingué rector d'Emberménil així com professor de l'escola jesuïta de Pont-à-Mousson. El 1783 fou distingit per l'Acadèmia de Nancy pel seu Eloge de la poésie, i el 1788 per la de Metz pel seu Essai sur la régénération physique et morale des Juifs.
El 1789, fou elegit pel clergat de Nancy diputat als Estats Generals, on aviat es va distingir com un dels clergues amb simpaties jansenistes o gal·licanes que donà suport a la Revolució. Grégoire, un dels primers clergues a unir-se al Tercer Estat trencant així amb el sistema estamental dels Estats Generals, presidí la sessió que durà seixanta-dues hores, mentre s'esdevenia la Presa de la Bastilla, en la qual parlà amb vehemència contra els enemics de la Nació. Fou notable la seva participació en la tasca d'abolició dels privilegis dels nobles i de l'Església.

## Bisbe constitucional
Sota la nova Constitució Civil del Clergat, a la qual Grégoire fou el primer capellà de fer-hi jurament el 27 de desembre de 1790), fou elegit bisbe de dos departaments, d'entre els quals va triar el de Loir-et-Cher, adoptant l'antic títol de bisbe de Blois, càrrec que ocupà des de 1791 fins a 1801. Decidit republicà, fou Grégoire qui en la primera sessió de la Convenció Nacional, celebrada el 21 de setembre de 1792, proposà la moció d'abolició de la Monarquia, amb un discurs on pronuncià la frase Els reis són en l'ordre moral allò que els monstres són en el món de la natura
El 15 de novembre, va pronunciar un discurs demanant que Lluís XVI fos dut a judici, i, immediatament després, fou elegit president de la Convenció, a la qual hi acudia vestit de bisbe. Durant el procés contra Lluís XVI, com que estava absent perquè, amb tres col·legues més, participava en la missió d'assegurar la unió de la Savoia a França, va escriure una carta juntament amb ells demanant la condemna del rei, però va intentar salvar-li la vida proposant la suspensió de la pena de mort.
El Règim del Terror (setembre 1793 - juliol 1794), imposat pels jacobins sota la direcció de Robespierre i Saint-Just, va iniciar la campanya de la descristianització a tot arreu de la República; moltes esglésies foren clausurades i convertides en temples de la deessa Raó, un dels cultes que les autoritats revolucionàries pretenien imposar en substitució del cristianisme, ara perseguit. Quan, el 7 de novembre de 1793, el bisbe de París Jean-Baptiste-Joseph Gobel fou coaccionat per renunciar al seu episcopat, l'abat Gregori, aleshores temporalment absent, va enfrontar-se a la indignació de molts diputats, rebutjant renunciar tant a la seva religió com al seu càrrec. Aquesta mostra de coratge fou el que el salvà de la guillotina; de fet, durant el Terror, Grégoire sortia al carrer vestit de bisbe i cada dia deia missa a casa seva. En un discurs pronunciat el 21 de desembre de 1794, després doncs de la reacció termidoriana que havia dut a la caiguda i execució de Robespierre, Grégoire fou el primer a defensar la reobertura de les esglésies.
També va intentar l'adopció de mesures per reprimir el vandalisme, va protegir artistes i escriptors, i dedicà la seva atenció a la reorganització de biblioteques públiques, l'establiment de jardins botànics oberts al públic i a la millora de l'educació tècnica. De fet, és a Grégoire a qui s'atribueix la creació del terme vandalisme.

## Defensor de la igualtat racial
Per l'octubre de 1789, Grégoire va prendre gran interès en l'abolició de l'esclavitud, després de trobar-se amb Julien Raimond, un llibert negre, plantador de Saint-Domingue que volia ser admès a l'Assemblea Constituent com a representant del seu grup. Grégoire va publicar molts llibres i pamflets sobre el tema de la igualtat racial, i esdevingué un membre influent de la Societat d'Amics dels Negres. Fou a iniciativa seva que l'Assemblea Constituent va aprovar la seva primera llei reconeixent a alguns homes lliures negres rics els mateixos drets que als blancs.

## Repressor lingüístic
El 4 de juny de 1794, en època, doncs, del Terror, Grégoire va presentar a la Convenció Nacional un informe titulat Sur la nécessité et les moyens d'anéantir les patois et d'universaliser l'usage de la langue française (Sobre la necessitat i els medis per a destruir el patois i d'universalitzar l'ús de la llengua francesa), en el qual hi afirmava que 

Podem uniformar la llengua d'una gran nació... Aquesta empresa, que no ha estat plenament executada a cap poble, és digna del poble francès, que centralitza totes les branques de l'organització social i que ha de tenir el zel de dedicar, al més aviat possible, en una República una i indivisible, l'ús únic i invariable de la llengua de la llibertat.

Anteriorment, l'any 1790, ja havia fet una investigació sobre l'ús dels patois i del francès a les diferents regions de França; a la qual es demanava quins podrien ser els mètodes més eficaços d'erradicar-los.
Grégoire denominava patois al conjunt de les llengües no franceses parlades a França –per tant, els negava la condició de llengües vàlides i dignes com el francès-, que segons ell eren le bas-breton, le normand, le picard, le rouchi ou wallon… le provençal (=l'occità)… le catalan (…)"l'italien" (de Còrsega) et "l'allemand" (d'Alsàcia). En els seus informes i enquestes, on va poder constatar que només en quinze dels vuitanta-tres departaments de França la gent parlava francès, Grégoire hi defensava l'anihilació total d'aquestes llengües i la seva substitució pel francès com a mitjà de fer triomfar la llibertat i difondre les idees revolucionàries entre el poble, ja que l'ús dels patois fomentava la contrarevolució, malgrat que, per exemple, a Tolosa, d'escrits en occità, se’n feren més de revolucionaris que de contrarevolucionaris.
En els seus informes lingüístics, Grégoire considerava el cors i l'alsacià com a formes très-dégénérés (molt degenerades) de l'italià i de l'alemany respectivament, mentre que l'occità el considerava subdividit en tota una sèrie de dialectes sense possibilitat d'intercomprensió mútua.

## Carrera política després de Termidor
Un cop promulgada la Constitució de l'Any III, que instaurà el règim del Directori (1795-1799) Grégoire fou elegit membre del Consell dels Cinc-Cents; després del Cop d'estat del 18 de brumari pel qual, el 1799, Napoleó abolí el Directori i instaurà el Consolat (1799-1804), esdevingué membre del Cos Legislatiu i, el 1801, del Senat. Va participar en els concilis nacionals de l'església de 1797 i 1801, i es mostrà del tot contrari a la política de Napoleó de reconciliar-se amb la Santa Seu; per això, després de la signatura del concordat del 1801, renuncià al seu bisbat.
Grégoire fou un de la minoria de cinc senadors que votà contra la proclamació de l'Imperi (1804-1814) per Napoleó, com també va oposar-se a la creació d'una nova noblesa i al divorci de Napoleó de Joséphine de Beauharnais; malgrat tot, durant l'Imperi li fou concedit un títol de comte i esdevingué oficial de la Légion d'honneur. Durant els darrers anys del regnat de Napoleó, Gregoire viatjà per Anglaterra i Alemanya, però el 1814 tornà a França i s'oposà a Napoleó en l'Imperi dels Cent Dies.

## La Monarquia Restaurada
Durant la monarquia restaurada de Lluís XVIII (1814-1824) i Carles X (1824-1830), la facció ultrareialista que dominà la Cambra Baixa i els cercles de la Cort mostrà un gran odi contra un revolucionari i bisbe cismàtic com ho era Grégoire, el qual fou expulsat de l'Institut de França i obligat a viure en un exili interior; però, malgrat tot, Grégoire conservà una certa influència.
El 1814, publicà De la constitution française de l'an 1814, on comentava la Carta Atorgada concedida per Lluís XVIII des d'un punt de vista liberal; aquesta obra arribà a la quarta edició el 1819, any en què fou elegit diputat a la Cambra Baixa pel departament de l'Isère, cosa que fou considerada una amenaça per les potències de la Santa Aliança, que es plantejà una intervenció armada a França. Per evitar-la, Lluís XVIII decidí adoptar una reforma de la Carta Atorgada, el govern dirigit pel Marquès Dessolles dimití; i el primer acte del nou primer ministre, el Comte Decazes, fou anul·lar l'elecció de Grégoire.
Des d'aleshores, l'exbisbe va viure retirat, ocupant-se de tasques literàries i de mantenir correspondència amb altres intel·lectuals d'Europa; es va veure obligat a vendre la seva biblioteca per poder subsistir.

## Punts de vista sobre religió
Per a Grégoire, no hi havia cap contradicció entre ser un devot catòlic i, fins i tot, un eclesiàstic, i ser un revolucionari de tendències gal·licanes i un liberal. De fet, sempre es va esforçar per demostrar que el catolicisme no era pas incompatible amb la llibertat política. El gal·licanisme de Grégoire topà amb el punt de vista prevalent sobre l'autoritat a la seva època, i s'adreçà a aquells catòlics francesos que havien defensat les llibertats promeses per la Revolució Francesa. Aquesta versió del catolicisme fou condemnada pel papa Pius IX, qui, el 1864, la inclogué al Syllabus Errorum.

## Mort i enterrament
Durant la seva malaltia final, Grégoire va confessar-se amb el rector de la seva parròquia, un capellà de simpaties jansenistes, al qual li comunicà el seu desig de rebre els darrers sagraments de l'Església, cosa que l'arquebisbe de París Hyacinthe-Louis De Quelen estava disposat a concedir només si Grégoire es retractava del seu jurament a la Constitució Civil del Clero, però Grégoire s'hi va negar.
Desobeint l'arquebisbe, mossèn Baradère li va portar el viàtic mentre que l'extremunció li fou administrada per mossèn Guillon, un adversari de la Constitució Civil del Clero, que no va consultar ni l'arquebisbe ni el rector de la parròquia.
Aquesta actitud de l'arquebisbe va provocar una gran tensió a París, fins al punt que el govern va haver de prendre precaucions per evitar la repetició dels aldarulls que el febrer anterior havien dut al saqueig de l'església de Saint-Germain-l'Auxerrois i del palau arquebisbal.
El funeral per Grégoire se celebrà a l'església de l'Abbaye-aux-Bois; els clergues no hi participaren en obediència a les ordres de l'arquebisbe, però la missa fou cantada per mossèn Grieu assistit per dos clergues, i el catafal fou decorat amb les insígnies episcopals. Quan la comitiva va sortir de l'Església, els cavalls foren deslligats del carruatge, el qual fou arrossegat per estudiants cap al cementiri de Montparnasse; al funeral hi van assistir unes vint mil persones.

## Obres
A més d'uns quants pamflets, Grégoire va escriure:
- De la littérature des nègres, ou Recherches sur leurs facultés intellectuelles, leurs qualités morales et leur littérature (1808)
- Histoire des sectes religieuses, depuis le commencement du siècle dernier jusqu'à l'époque actuelle (a vols., 1810)
- Essai historique sur les libertés de l'église gallicane (1818)
- De l'influence du Christianisme sur la condition des femmes (1821)
- Histoire des confesseurs des empereurs, des rois, et d'autres princes (1824)
- Histoire du manage des primes en France (1826).
- Grégoireana, ou résumé général de la conduite, des actions, et des écrits de M. le comte Henri Grégkoire, precedit d'una nota biogràfica per Cousin d'Avalon, fou publicat el 1821; i les Mémoires … de Grégoire, amb una nota biogràfica de H Carnot, aparegueren el 1837 (2 vols.).